# 莫希托
莫希托（西班牙語：Mojito，發音：[moˈxito]）是一種傳統的古巴高球雞尾酒。傳統上，莫希托由五種材料製成：淡蘭姆酒、白砂糖（傳統上用蔗糖）、萊姆汁、蘇打水和薄荷。最原始的古巴配方是使用留蘭香或古巴島上常見的檸檬薄荷。
萊姆與薄荷的清爽口味與蘭姆酒的烈性互補，讓透明無色的莫希托成為夏日的熱門飲料之一。莫希托有著相對其他調酒低的酒精含量，大約10%。
調製莫希托時，須先加入薄荷、糖、萊姆汁，再加入氣泡水與冰塊，接著加入蘭姆酒並倒滿氣泡水，最後稍微攪拌讓配料混合。

## 起源
莫希托一般被認為源自古巴哈瓦那，雖然確切的發源地點至今尚有爭議。據說當地有一帖治療熱帶地區疾病的偏方，材料包含蘭姆酒「燃燒的水」（西班牙語：Aguardiente de caña），加上萊姆、甘蔗汁和薄荷。
另一說可以追溯到十六世紀的英國探險家法蘭西斯·德瑞克，他將塔非亞酒、糖、檸檬與薄荷混合在一起，稱之為El Darque。
莫希托這一名稱的由來也有許多種說法，其中一種說法是來自古巴，用青檸製作的調味醬汁莫侯醬。另外一種說法則是源自西班牙文中mojadito或mojado（微濕）的衍生詞。
莫希托是知名美國作家海明威最喜愛的雞尾酒。他曾在他常造訪的哈瓦那的La Bodeguita del Medio酒館牆上寫下這句話，使莫希托聲名大噪：
|  | 我的莫希托在La Bodeguita小酒館 ，我的德貴麗在El Floridita小酒館。 My Mojito in La Bodeguita, My Daiquiri in El Floridita． |

## 變體
莫希托在哈瓦那一些飯店中的配方稍有不同，有些會加入更易容解的糖粉或是糖漿取代砂糖。玫瑰莫希托（Rose mojito）是莫希托的變體之一，最早由英國曼徹斯特的 Albert's Schloss 酒吧製作，當中會加入以玫瑰蒸餾的Lanique。零酒精的莫希托通常稱作Virgin mojito或是Nojito。
科希托會加入椰奶或椰子味的蘭姆酒，髒莫希托（Dirty mojito）中以金蘭姆酒取代白蘭姆酒，以紅糖或德梅拉拉糖（Demerara sugar）取代砂糖。德梅拉拉糖是甘蔗汁首次熬煮時結晶的糖，有類似焦糖的味道。黑蘭姆莫希托（Dark rum mojito）只需用黑萊姆酒代替白蘭姆酒即可。 
在墨西哥，龍舌蘭酒品牌Don Julio推出白莫希托（Mmojito blanco），以龙舌兰酒取代蘭姆酒。 
在秘鲁，許多餐館會提供莫吉托的变體，當中會加入水果、果泥以提升口感與風味。加入葡萄柚的叫做“mojito de toronja” ，加入百香果的叫做“mojito de maracuyá”，也可以加入梨子、覆盆子、橘子等。另一种做法是用琴酒取代淡萊姆酒，用柠檬取代萊姆，并加入通寧水。 

## 外部連結
- 國際調酒師協會官方雞尾酒一覽表